# 아디트야
아디트야(산스크리트어: आदित्य 아디티야)는 힌두교에서 데바마트리, 즉 신들의 어머니인 아디티로부터 나온 자식 신을 가리키는 것으로, 보통 복수형인 아디트야들을 사용하여 아디티의 자식 신들을 통칭하는 형태로 사용된다. 산스크리트어 아디티야의 문자 그대로의 뜻은 "아디티의" 또는 "아디티와 관련된"이다.
아디트야들의 수에 대해서는 문헌에 따라 일곱, 여덟 또는 열둘이라고 말하고 있다. 후대의 힌두교에서 산스크리트어 아디트야(Āditya)는 단수 명사로서 태양을 뜻하게 되었고 태양신 수리야의 동의어가 되었다.

## 베다
《리그베다》에 나오는 아디트야들은 모두 아디티의 아들들로서의 천신들이다. 이들 중 바루나가 우두머리이며(첫째 아들인지는 확실하지 않다), 그 다음은 미트라이다.
- 바루나
- 미트라
- 인드라
- 바마나
- 수리야
- 푸샨
- 사비트리
- 트바슈타
- 아리아만
- 바가
- 안샤
- 다트리
- 다타
- 비다타

## 같이 보기
- 아디티
- 아슈빈